# Österreichische Handballmeisterschaft (Frauen) 2022/23
Die 52. Saison der Women Handball Liga Austria (WHA) begann am 3. September 2022.
In der höchsten österreichischen Frauenliga waren 12 Mannschaften vertreten.

## Modus
Im Grunddurchgang spielten zwölf Mannschaften ein Doppelrundenturnier. Das Play-off um den Meistertitel wurde in Form eines „Final-Four“ im Europacup-Modus ausgespielt: im Semifinale traf der Erste auf den Vierten, der Zweite auf den Dritten. Das Finale wurde im Modus "Best of three" ausgetragen.

## Grunddurchgang
| Pl.                             | Verein                     | Sp. | S  | U | N  | Tore      | Diff. | Punkte |
| ------------------------------- | -------------------------- | --- | -- | - | -- | --------- | ----- | ------ |
| 1.                              | Hypo NÖ (M)                | 22  | 22 | 0 | 0  | 0697:4340 | +263  | 44     |
| 2.                              | SC Ferlach                 | 22  | 17 | 1 | 4  | 0623:5250 | +98   | 35     |
| 3.                              | WAT Atzgersdorf            | 22  | 16 | 2 | 4  | 0620:5180 | +102  | 34     |
| 4.                              | MGA Fivers                 | 22  | 15 | 2 | 5  | 0580:5300 | +50   | 32     |
| 5.                              | UHC Müllner Bau Stockerau  | 22  | 12 | 1 | 9  | 0585:6050 | −20   | 25     |
| 6.                              | HC Sparkasse BW Feldkirch  | 22  | 9  | 0 | 13 | 0501:5760 | −75   | 18     |
| 7.                              | HIB Handball Graz          | 22  | 8  | 1 | 13 | 0597:6040 | −7    | 17     |
| 8.                              | UHC Gartenstadt Tulln (A)  | 22  | 7  | 1 | 14 | 0589:6700 | −81   | 15     |
| 9.                              | roomz JAGS WV Wr. Neustadt | 22  | 6  | 2 | 14 | 0580:6510 | −71   | 14     |
| 10.                             | BT Füchse Bruck/Trofaiach  | 22  | 6  | 1 | 15 | 0518:5980 | −80   | 13     |
| 11.                             | Union Korneuburg           | 22  | 5  | 1 | 16 | 0586:6660 | −80   | 11     |
| 12.                             | SSV Dornbirn Schoren       | 22  | 3  | 0 | 19 | 0524:6540 | −130  | 6      |
| Quelle: ÖHB, Stand: 6. Mai 2023 |                            |     |    |   |    |           |       |        |

|     | Halbfinale                    |
|     | Abstieg                       |
| (M) | Meister der letzten Saison    |
| (A) | Aufsteiger der letzten Saison |

Nach 27 Jahren WHA-Zugehörigkeit stieg der SSV Dornbirn Schoren in die zweite Liga (WHA Challenge) ab. Gleich nach dem Saisonende trat der gesamte Vorstand des Klubs zurück.

## Finalserie

### Finalserie-Baum
|  | Halbfinale | Halbfinale      | Halbfinale |  |  | Finale | Finale          | Finale |
|  |            |                 |            |  |  |        |                 |        |
|  |            |                 |            |  |  |        |                 |        |
|  | HR1        | Hypo NÖ         | 2          |  |  |        |                 |        |
|  | HR4        | MGA Fivers      | 0          |  |  |        |                 |        |
|  |            |                 |            |  |  | HR1    | Hypo NÖ         | 2      |
|  |            |                 |            |  |  | HR3    | WAT Atzgersdorf | 0      |
|  | HR2        | SC Ferlach      | 0          |  |  |        |                 |        |
|  | HR3        | WAT Atzgersdorf | 2          |  |  |        |                 |        |
|  |            |                 |            |  |  |        |                 |        |

### WHA Halbfinale
Für das Halbfinale waren die ersten Vier Teams des Grunddurchgangs qualifiziert. Gespielt wurde ein Hin- und Rückspiel, die Sieger des Halbfinales zogen in das Ligafinale ein.
| Hypo NÖ (HR1) – MGA Fivers (HR4) | Hypo NÖ (HR1) – MGA Fivers (HR4) | Hypo NÖ (HR1) – MGA Fivers (HR4) | Hypo NÖ (HR1) – MGA Fivers (HR4) |
| -------------------------------- | -------------------------------- | -------------------------------- | -------------------------------- |
| 12. Mai                          | MGA Fivers 8 Sabatnig            | 17 : 30 ( 8 : 11 )               | Hypo NÖ 8 Schindler              |
| 18. Mai                          | Hypo NÖ 6 Schindler              | 29 : 16 ( 14 : 8 )               | MGA Fivers 5 Sabatnig            |
| Endstand in der Serie: 2:0       |                                  |                                  |                                  |

| SC Ferlach (HR2) – WAT Atzgersdorf (HR3) | SC Ferlach (HR2) – WAT Atzgersdorf (HR3) | SC Ferlach (HR2) – WAT Atzgersdorf (HR3) | SC Ferlach (HR2) – WAT Atzgersdorf (HR3) |
| ---------------------------------------- | ---------------------------------------- | ---------------------------------------- | ---------------------------------------- |
| 12. Mai                                  | WAT Atzgersdorf 7 Kolundzic              | 27 : 24 ( 15 : 15 )                      | SC Ferlach 8 Voncina                     |
| 18. Mai                                  | SC Ferlach 6 Voncina                     | 22 : 35 ( 9 : 11 )                       | WAT Atzgersdorf 7 Lovric                 |
| Endstand in der Serie: 0:2               |                                          |                                          |                                          |

### WHA Finale
| Finale: Hypo NÖ (HR1) – WAT Atzgersdorf (HR3) | Finale: Hypo NÖ (HR1) – WAT Atzgersdorf (HR3) | Finale: Hypo NÖ (HR1) – WAT Atzgersdorf (HR3) | Finale: Hypo NÖ (HR1) – WAT Atzgersdorf (HR3) |
| --------------------------------------------- | --------------------------------------------- | --------------------------------------------- | --------------------------------------------- |
| 21. Mai 2023                                  | Hypo NÖ 6 Wess                                | 39 : 25 ( 19 : 12 )                           | WAT Atzgersdorf 5 Tesche, Gschwentner         |
| 24. Mai 2023                                  | WAT Atzgersdorf 7 Nagy                        | 28 : 29 ( 10 : 14 )                           | Hypo NÖ 8 Neidhart                            |
| Endstand in der Serie: 2:0                    |                                               |                                               |                                               |